# Valentina Ilieva
Valentina Ilieva (búlgar: Валентина Илиева) (12 de març de 1962) és una exjugadora de voleibol de Bulgària. El seu cognom de casada és Kharalampieva (Харалампиева). Va ser internacional amb la Selecció femenina de voleibol de Bulgària. Va competir en els Jocs Olímpics d'Estiu de 1980 a Moscou en els quals va guanyar la medalla de bronze. Va jugar dos partits.